# La Roca Caiguda
La Roca Caiguda és una muntanya de 850 metres que es troba al municipi de Vilaplana, a la comarca catalana del Baix Camp.